# Campoplex hexagonalis
Campoplex hexagonalis là một loài tò vò trong họ Ichneumonidae.